# Люпин жёлтый

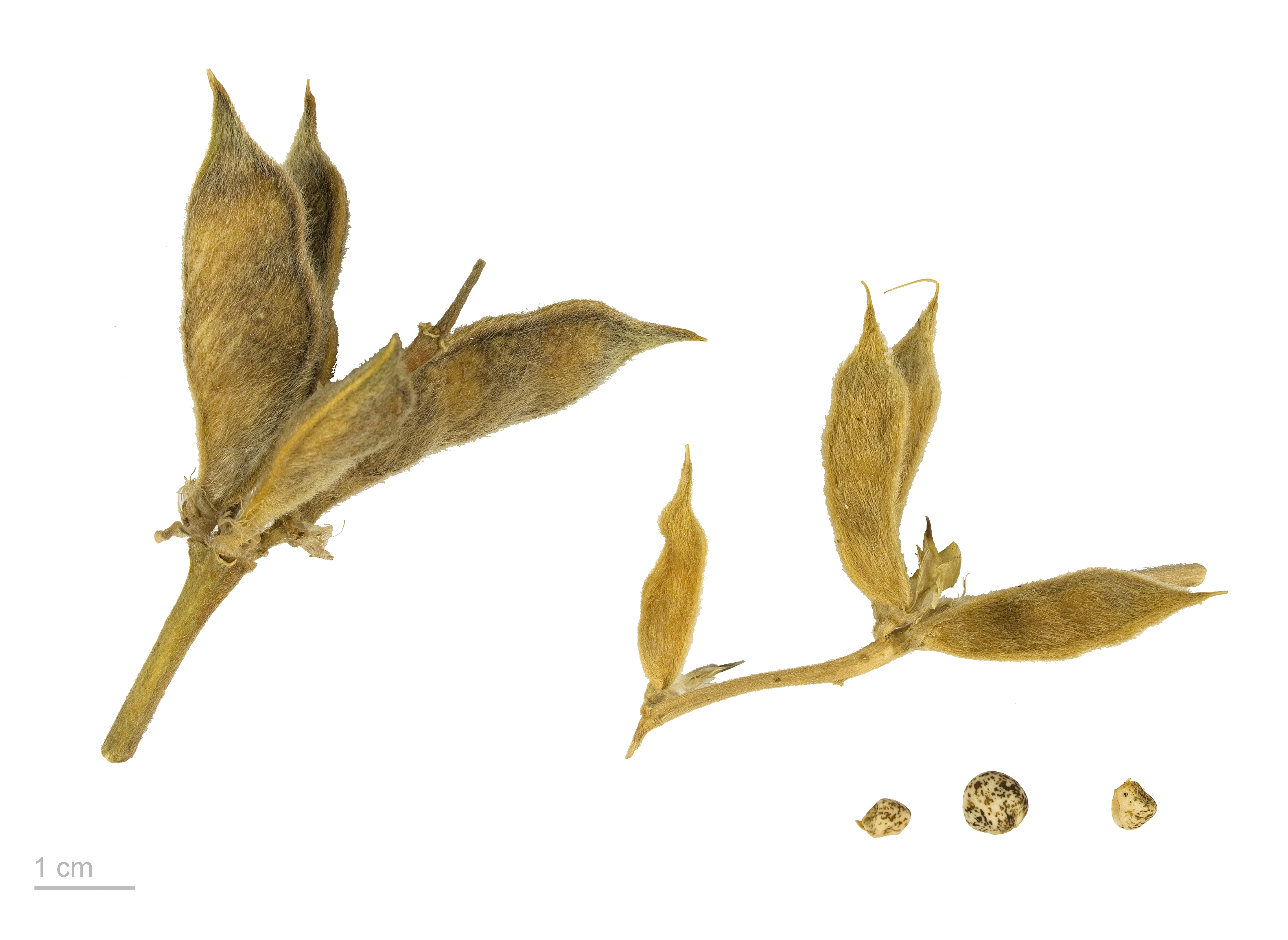
Стручки и семена Lupinus luteus — Тулузский музей

Люпин жёлтый (лат. Lupinus luteus) — вид травянистых растений из рода Люпин семейства Бобовые.

## Ботаническое описание
Растения 20—80 см высотой, образующие розетку листьев. Стебли коротко опушенные, сильно ветвистые внизу. Листья из 7—9(11) продолговато-яйцевидных или ланцетных листочков, вытянутых у основания, с обеих сторон густоволосистых, 30—60 х 8-15 см длины. Прилистники розеточных листьев серповидные, а на стеблях пленчатые, линейно-обратнояйцевидные. Соцветие — удлиненная кисть, 5—25 см длины, на цветоносе 5—12 см длины. Цветки мутовчатые, впоследствии вытягивающиеся, душистые (запах резеды). Прицветники мелкие, обратнояйцевидные, шелковистоопушенные, легко опадающие. Верхняя губа чашечки 2-раздельная, нижняя с 3 маленькими зубчиками. Венчик 14—16 мм, ярко-золотисто-жёлтый. Бобы сплущенные, удлиненные, 40-60 х 10—14 мм, густоволосистые, 4—6-семянные, с косыми перегородками между семенами. Семена 5,5—6,5 мм диаметром, округло-почковидные, сжатые, различной окраски — от розоватых, бурых, желтоватых до тёмно-фиолетовых, мраморных.

## Распространение и экология
В диком виде распространен в прибрежной зоне западной части Иберийского п-ва, Марокко, Тунисе, Алжира, на островах Корсика, Сардиния, Сицилия, В Южной Италии. В Израиле и Ливане скорее всего одичал. Издавна возделывается в Северной Европе и СНГ (Белоруссия и Украина), в меньшем масштабе в Западной Австралии и Южной Африке. В Южной Франции и на острове Мадейра встречается как одичавшее. Обычно считается однолетником, но в природе иногда можно обнаружить двух- и четырёхлетние растения.
Встречается на легких песчаных и вулканических почвах в нижнегорном поясе.
Изменчивость признаков этого вида довольно слабая, однако по окраске семенной кожуры можно составить гомологический ряд, сходный с Lupinus angustifolius L.

## Значение и применение
Хороший пыльценос. Цветки активно посещаются пчелами и другими насекомыми в основном для сбора пыльцы. Масса пыльников одного цветка 3,2—4,8 мг, а пыльцепродуктивность 1,1—1,6 мг. Пыльца жёлтая, мелкая.

## Классификация
I. var. luteus
I. f. volovnenkoae Kurl. et Stankev.
2. f. compactus Kazim. et Kaz.
2. var. maculosus Kurl. et Stankev.
3. var. Kazimierskii Kurl. et Stankev.
4. var. arcellus Kurl. et Stankev.
5. var. sempolovskii (Atab.) Kurl. et Stankev.
6. var. melanospermus Kurl. et Stankev.
7. var. niger Kurl. et Stankev.
8. var. cremeus Kurl. et Stankev.
9. var. leucospermus Kurl. et Stankev.
I. subvar. leucospermus
3. f. ucrainicus Kurl. et Stankev.
2. subvar. taranochi Kurl. et Stankev.
10. var. citrinus Kurl. et Stankev.
4. f. lukasheviczii Kurl. et Stankev.
11. var. sulphureus (Atab.) Kurl. et Stankev.
12. var. stepanovae Kurl. et Stankev.
13. var. ochroleucus Kurl. et Stankev.
3. subvar. ochroleucus
4. subvar. chloroticus Kurl. et Stankev.
5. f. bernatzkayae Kurl. et Stankev.
14. var. aurantiacus Kurl. et Stankev.
15. var. croceus Kurl. et Stankev.
16. var aureus
6. f. golovnenkoi Kurl. et Stankev.
17. var. albicans Kurl. et Stankev.
18. var. sinskayae Kurl. et Stankev
По мере изучения биоразнообразия вида, количество таксонов может увеличиваться!

## Проблемы
Люпин жёлтый занимал ранее в странах СНГ 90 % площадей под люпином.
Однако посевные площади под этим видом сильно сократились из-за его сильного поражения антракнозом ().